# Instituto Verificador de Medios
El Instituto Verificador de Medios IVM es una asociación civil mexicana fundada en noviembre de 1990 para dar autenticidad a la circulación de publicaciones impresas. Sus principales actividades son las de brindar auditoría de circulación de publicaciones y la de difundir los datos obtenidos de dichas verificaciones.

## Historia
El primer esfuerzo organizado para verificar cifras de circulación se realizó en los Estados Unidos. En 1914, anunciantes, las agencias y editores se unieron en un programa voluntario de cooperación , basado en un interés común de contar con datos confiables de la circulación, y formaron el en:Audit Bureau of Circulation . En la década del 20 y del 30, varios países establecieron organizaciones similares, a medida que la publicidad gráfica incrementaba su importancia en la distribución de la inversión publicitaria de los anunciantes.
El en:International Federation of Audit Bureaux of Circulations (IFABC) fue fundada en 1963. Durante el 13* Congreso de Asociaciones de Agencias de Publicidad, desarrollada en Estocolmo, los líderes de las organizaciones de auditoría que habían concurrido, crearon un Grupo de Trabajo, que dio origen a las primeras normas, las que fueron adoptadas informalmente por los delegados de 10 países el 29 de mayo de 1963.
Cada dos años, se realiza una Asamblea General de miembros. Hasta el momento se han desarrollado en Nueva York, París, Múnich, Copenhague, Londres, Chicago, Madrid, Río de Janeiro, Estocolmo, Tokio, Toronto, Buenos Aires, Lucerna, Nueva Delhi, Berlín, Washington D. C., Sevilla, Sídney y Kuala Lumpur.
En la 17 Asamblea desarrollada en Washington D. C., del 23 al 26 de septiembre de 1996, en forma unánime, acordó establecer un Comité de Trabajo para elaborar los estándares comunes y mínimos para medir y emitir reportes sobre verificación de sitios en internet.
Los lineamientos principales de cada miembro de la IFABC es su autorregulación, basado en la convicción que cuando una industria es capaz de regularse con imparcialidad, no es necesaria la intervención de un gobierno. Los estándares establecidos por la IFABC, de aceptación voluntaria, la imparcialidad de los datos de circulación, y los resultados confiables, han probado ser una fuerza constructiva en el marketing internacional.
Durante la XXII Asamblea General del (IFABC) desarrollada en octubre de 2006 en Londres, fue aprobada la creación de Grupo Iberoamericano integrado actualmente por organismos en Argentina, Brasil, España, México y Portugal.
El IVM se integró a la Federación Internacional de Burós en Auditoría de Circulación en:International Federation of Audit Bureaux of Circulations o (IFABC) en 1992. Está dirigida por una Junta de Directores constituida por 15 miembros: 5 editores, 5 agencias de publicidad y 5 anunciantes. Elegidos por un periodo de años en Asamblea General.

## Asociados
Mediante una solicitud, anunciantes, agencias de publicidad, centrales de medios, editores de periódicos, revistas y otros medios pueden expresar su voluntad de afiliarse a dicha asociación.
La información que el IVM requiere para poder auditar la publicación de un medio es:
- Información sobre el tiraje
- Controles sobre la distribución de la publicación
- Controles sobre las devoluciones
- Información sobre suscripciones
- Controles sobre los ingresos derivados de las suscripciones
- Controles sobre la compra y consumo de papel
- Acceso al proceso de impresión
- Conciliaciones con agentes y distribuidores
- Información sobre campañas especiales o promociones que se realicen

El IVM emite un certificado de circulación y cobertura geográfica que establece los ejemplares distribuidos en cada entidad federativa de México y un número de registro. Idealmente, dichas auditorías debe realizarse de manera anual o en periodos más cortos si así lo considera el IVM. El IVM mantiene listas de sus asociados, sin embargo, la información resultante de las auditorías la mantiene confidencial. Entre los derechos de los asociados que mantienen sus cuotas al corriente se encuentra la utilización del logotipo y número de registro tanto en la publicación impresa como en materiales con fines comerciales.